# Artas (Messapier)
Artas (auch Artos) war ein in der zweiten Hälfte des 5. Jahrhunderts v. Chr. lebender Fürst der Messapier.
Artas war während des Peloponnesischen Kriegs mit Athen verbündet. Diese Allianz erklärt sich aus der Feindschaft der Messapier zur spartanischen Kolonie Taras (heute Tarent). Als der athenische Feldherr Demosthenes sich mit seinem Heer auf der Sizilienexpedition befand, erneuerte er 413 v. Chr. die schon länger bestehenden freundschaftlichen Beziehungen mit Artas und erhielt von ihm eine militärische Verstärkung von 150 Bogenschützen für den Krieg gegen Syrakus. Auf diesen Besuch des Demosthenes spielt der antike Komödiendichter Demetrios Ende des 5. Jahrhunderts v. Chr. in seinem bis auf wenige Fragmente verlorenen Werk Sikelia an und erwähnt auch die Gastfreundschaft des Artas. Polemon soll eine eigene Schrift über Artas verfasst haben.